# Perdita (maan)
Perdita (pər'-di-tə, IPA [ˈpərdɪtə]) is een maan van Uranus. De grootte van Perdita is niet exact bekend, maar is berekend op een diameter van ongeveer 26 km. De maan heeft een baan tussen de manen Belinda en Puck.
De ontdekking van Perdita was gecompliceerd. De eerste foto's van Perdita zijn genomen door het ruimtevaartuig Voyager 2 in 1986, maar pas in 1999 werd de maan op de foto's herkend door Erich Karkoschka. Echter, omdat er geen foto's konden worden genomen om de ontdekking te bevestigen, werd de maan niet officieel erkend in 2001. In 2003 werd de maan uiteindelijk toch gefotografeerd door de Hubble ruimtetelescoop, waardoor het bestaan werd aangetoond.
De maan is genoemd naar de dochter van Leontes en Hermione in het stuk The Winter's Tale van William Shakespeare. De maan wordt ook wel Uranus XXV genoemd.
Miranda · Ariel · Umbriel · Titania · Oberon

Cordelia · Ophelia · Bianca · Cressida · Desdemona · Juliet · Portia · Rosalind · Cupid · Belinda · Perdita · Puck · Mab · Francisco · Caliban · Sycorax · Margaret · Prospero · Setebos · Stephano · Trinculo · Ferdinand